# 爆笑 大日本アカン警察
『爆笑 大日本アカン警察』（ばくしょう だいにっぽんアカンけいさつ、略称：アカン警察）は、フジテレビ系列にて2011年4月24日から2013年9月8日まで毎週日曜日 19:58 - 20:54（JST）に放送されていた日本のバラエティ番組。モノラル放送（モノステレオ放送）、文字多重放送、ハイビジョン制作が実施されていた。
画面左上に表示されていた番組タイトルのテロップは『爆笑!大日本アカン警察』と、“!”マークが付加されていた。

## 概要
パイロット番組として3回放送された後、2011年4月24日から日曜20時台でレギュラー放送が開始された。レギュラー初回は19:00 - 20:54（JST）の2時間スペシャルで放送。ダウンタウンとしては『ダウンタウンのごっつええ感じ』以来14年ぶりにフジテレビ系の日曜20時台でレギュラーを持つことになり、番組宣伝でもそれに触れられている。また浜田雅功としては『ジャンクSPORTS』以来1年ぶりの同枠のレギュラー出演となる。板尾創路もごっつ以来のレギュラー出演となる。レギュラー第1回の放送では『ごっつええ感じ』でダウンタウンと共演していた板尾に加え、今田耕司 と東野幸治が「特別刑事」としてゲスト出演している。初回視聴率は12.4%。
様々な「アカン」ことを、刑事に扮した芸人が巧みな話術やVTRなどを駆使して紹介。警視総監役の松本人志率いる審査員が「アカン」か「アカンくない」かジャッジを下すバラエティショー。
スタジオをひとつの警察署と想定し視聴者から寄せられた依頼を刑事（出演者）が捜査（実際はプレゼン）し、その過程のフリップを解説するまたはVTRを流す。その後全員が「アカン」なら「タイホ（逮捕）」と1人でも「アカンくない」なら「タイホなし」（単発スペシャルでは「おとがめなし」）の判定をする。判定は松本警視総監と審査員の計5人が参加する。採用されると5万円、さらにタイホなら感謝状と番組特製のアカンポくん 人形、タイホなしなら番組特製のティッシュが贈呈される。または一番アカンかった作品の投稿者には「最優秀アカンかった事件」が授与され、賞金10万円やダウンタウンのサイン入り番組特製ポスターが進呈される。ただし、「なんかアカン一枚 全国一斉調査」は1万円、「アカン子動画」は5000円の謝礼金となる。
当初は視聴者からの投稿を受け付け、担当刑事が実際に依頼者とともに捜査（取材）する形式であったが、2011年6月5日の2時間スペシャルでナインティナインがゲスト刑事として出演して以降、徐々に視聴者投稿が減り、タレントの行状暴露や「アカン飯」発表が次第にメインになっていき、後期は一般人に関する「捜査」はほぼ消滅していた。視聴者投稿については、後述するとおりコーナーが詳しく分けられていたが、2011年7月からはこれらの区別が曖昧になっていた（それに伴い、謝礼金や賞品の選択贈呈も廃止された）。
2012年12月15日 - 2013年1月31日の期間限定で、レストランカラオケ・シダックスと当番組とのコラボ企画として、芸能人のアカン飯をシダックスで食べられる企画を実施された。発売されたの商品は下記通り。ちなみに、一般公募から選ばれたイチ押しメニューとして「ピザ茶漬け」も発売された。
| 芸能人                         | アカン飯                                      |
| ------------------------------ | --------------------------------------------- |
| AKIRA（EXILE）                 | 大根ハチミツジュース                          |
| 鈴木福                         | バター味噌汁                                  |
| 綾部祐二（ピース）             | お湯かけ餃子ご飯                              |
| 鬼龍院翔（ゴールデンボンバー） | チョコレートシロップがけご飯 〜ダンジェネSP〜 |
| 道端アンジェリカ               | タバスコ煮物                                  |

また、同局では月曜20時台に『HEY!HEY!HEY! MUSIC CHAMP』が放送されていた（2012年12月放送終了）ため、本番組が放送されていた時期はフジテレビ系列のゴールデンタイム・プライムタイム帯でダウンタウンのレギュラー番組が2つ放送されていた。
2013年3月31日には19:00 - 21:54（JST）には当番組過去最長の174分（2時間54分）の拡大版が放送された。
本番組は、2013年9月8日を以って終了となり、約2年半のレギュラー放送の歴史に幕を下ろした。後継番組は『教訓のススメ』。

## 出演者

### 司会
- ダウンタウン
  - 浜田雅功 - “アカン警察署長”。進行役。
  - 松本人志 - “警視総監”。事実上の審査委員長。

### 審査員
- “警視総監”の松本人志（ダウンタウン）を始めとして、毎回、ジャッジゲスト4組が登場し、審査員となる。原則芸人以外のタレントで、俳優（女優）や歌手が中心となる。

### 主な刑事
芸人刑事
通常は5、6組程度が出演。グループの場合単独出演もあり。
基本的に、刑事ドラマをイメージさせる衣装・小道具（背広・ベスト・ホルスター等）を着用（女性はAKB刑事と同じコスチューム）。
出演頻度が特に高かった芸人刑事
- 板尾創路（130R） - 刑事長
- ビビる大木 - 「踊る大捜査線」の主人公、青島俊作と同じコートを夏冬問わず着ている。本人曰く衣装ではなく私物。
- バカリズム
- 板倉俊之（インパルス）
- 若林正恭・春日俊彰（オードリー）
- 綾部祐二・又吉直樹（ピース）
- 中岡創一・コカドケンタロウ（ロッチ）

出演頻度がある程度多かった芸人刑事
- 近藤春菜・箕輪はるか（ハリセンボン）
- ほっしゃん。
- 鰻和弘・橋本直（銀シャリ）
- ケンドーコバヤシ
- 山里亮太（南海キャンディーズ）
- 井本貴史・藤原一裕（ライセンス）
- 小籔千豊
- 博多華丸・博多大吉（博多華丸・大吉）
- 田中卓志・山根良顕（アンガールズ）
- 柳原可奈子
- 真栄田賢・内間政成（スリムクラブ）
- 後藤淳平・福徳秀介（ジャルジャル）
- 狩野英孝
- 陣内智則
- カンニング竹山
- 山田花子
- 山内健司・濱家隆一（かまいたち）
- 増田英彦・岡田圭右（ますだおかだ）
- 坪倉由幸・杉山裕之・谷田部俊（我が家）
- 澤部佑・岩井勇気（ハライチ）
- 大悟・ノブ（千鳥）

出演機会はあったものの多くはなかった芸人刑事
- 木本武宏・木下隆行（TKO）
- 秋山竜次・馬場裕之・山本博（ロバート）
- 佐藤哲夫・黒瀬純（パンクブーブー）
- 山田ルイ53世（髭男爵）
- 松谷賢示・荒木良明（水玉れっぷう隊）
- 塙宣之・土屋伸之（ナイツ）
- 児嶋一哉・渡部建（アンジャッシュ）
- 伊集院光
- 徳井義実（チュートリアル）
- 隅田美保・馬場園梓（アジアン）
- 塚地武雅・鈴木拓（ドランクドラゴン）
- 村上健志（フルーツポンチ）
- 劇団ひとり
- 藤本敏史・原西孝幸（FUJIWARA）
- 伊達みきお・富澤たけし（サンドウィッチマン）
- スギちゃん
- 渡辺直美
- ウド鈴木・天野ひろゆき（キャイ〜ン）
- 武山浩三・斉藤慎二・太田博久（ジャングルポケット）
- 山田與志・多田健二（COWCOW）
- 小峠英二・西村瑞樹（バイきんぐ）
- 小島よしお
- アイアム野田・おおかわら・和田貴志（鬼ヶ島）
- 飯尾和樹・やす（ずん） - 鑑識の制服を着用。
- 東貴博（Take2）
- 浜谷健司・神田伸一郎（ハマカーン）
- 江上敬子・近藤くみこ（ニッチェ）
- 遠藤章造・田中直樹（ココリコ）
- 日村勇紀・設楽統（バナナマン）
- 八十島・ツネ（2700）
- 小木博明（おぎやはぎ）

スペシャルや27時間テレビ内のコーナーで出演したことのある刑事
- 関根勤
- 恵俊彰（ホンジャマカ）
- 三村マサカズ・大竹一樹（さまぁ〜ず）
- 宮迫博之・蛍原徹（雨上がり決死隊）[注 7]
- 堀内健（ネプチューン）
- 岡村隆史・矢部浩之（ナインティナイン）[注 8]
- 東野幸治
- タカ・トシ（タカアンドトシ）
- 山崎弘也（アンタッチャブル）

ジャニーズ刑事
- 安田章大（関ジャニ∞）、田中聖（当時KAT-TUN）

AKB48刑事
- AKB48から2、3人ずつ週替わり出演[注 9]。女性警官をイメージしたコスチュームを着用。
- SKE48刑事、NMB48刑事、HKT48刑事も不定期出演している。48グループが入り混じっての出演の際は、AKB48刑事で括られる。

アイドリング!!!刑事
- 不定期出演[注 10]

乃木坂46刑事
- 2013年1月27日の放送に白石麻衣、松村沙友理が出演した。
- 2013年3月31日の放送に生駒里奈、生田絵梨花、高山一実が出演した。
- 2013年8月18日の放送に斉藤優里、高山一実、西野七瀬が出演した。
- 2013年9月8日の放送に高山一実、西野七瀬が出演した。

その他
- ローラ[注 12]

### コーナー出演
- 角田晃広（東京03） - 日本一安い食べ歩き生活
- 春名風花 - ウソ泣きがすご過ぎる子役→ウソ泣き刑事→子役刑事（レポーター）
- 森兄弟 - ワイルド兄弟→絶対にビビらない怖いもの知らずな小学生（一般人の双子の兄弟）[注 13]

### ナレーション
2011年7月 -
- 大塚芳忠

以下はフジテレビアナウンサー
- 山本麻祐子
- 斉藤舞子

## 過去の出演者

### 単発放送時代
第1回
- 矢作兼（おぎやはぎ）
- 有吉弘行
- 板倉俊之（インパルス）
- ビビる大木
- バカリズム
- 山内健司・濱家隆一（かまいたち）

第2回
- 板尾創路（130R） - 刑事長
- 矢作兼（おぎやはぎ）
- 有吉弘行
- 板倉俊之（インパルス）
- ビビる大木
- 山内健司・濱家隆一（かまいたち）
- バカリズム
- 山里亮太（南海キャンディーズ）
- オードリー
- ハリセンボン
- 柳原可奈子

第3回
- 板尾創路（130R） - 刑事長
- ビビる大木
- 板倉俊之（インパルス）
- バカリズム
- 柳原可奈子
- オードリー
- ケンドーコバヤシ
- コカドケンタロウ・中岡創一（ロッチ）
- JOY
- 金田哲・川島章良（はんにゃ）

進行
- 中村光宏（フジテレビアナウンサー）

ナレーション（2011年6月まで）
- 三村ロンド
- 森山周一郎
- 槇大輔

## コーナー
アカンけど美味い飯
普通なら絶対にしないであろうトッピングや食べ合わせだが、投稿者本人は美味しいと思う食べ方を紹介する。VTR紹介後はスタジオで試食を行う他、パネラーのアカン食べ方を紹介する。2012年からは番組冒頭から始まっていた。
『お願い!ランキング』（テレビ朝日）等で登場したメニューがそのままアカン飯として取り上げられた事例がある。
絶対に調べてはアカン!リサーチ
主に大木が担当。通常では絶対に調べてはいけない「アカンこと」をあえて調べてタブーに切り込みランキングにして発表する。また、以下のような派生企画も行われている。
東京03 角田晃広の日本一安い食べ歩き生活
角田が視聴者から寄せられた情報をもとに、日本一安い料理を求めて全国を渡り歩く。安い料理が飲食店の場合は直接その飲食店へ行き、スーパーマーケットの総菜などは仕事先や移動中の車の中でスタッフから渡される。
ロケ期間は3食（たまにおやつも加わる）安い料理を食べ続けるため食費は安いが、1食ごとに大がかりな移動を行う（例：1週間の内に沖縄→北海道→東京を2度）ため、交通費が高額になるというオチが付く。
エンディングには角田が食べ歩きの思い出をギターの弾き語りで歌うのが定番となっている。
イケメンがオネエから逃走チュー
『Run for money 逃走中』のパロディ。「オネエはイケメンとキスができると知ったらどれほどの力を発揮するのか」を検証するという目的で開始された。
イケメンの芸能人が逃走者に、KABA.ちゃんら10 - 20数人程度のオネエ達がハンターとなり、確保された逃走者はオネエ達からキスされる。オネエは時間経過と共に一度に5 - 6人程追加される。なお、逃走者に自首の権利はないため、キスから逃れるためには逃げ切るしかない。
確保情報は本家同様にメールだが、確保された逃走者がオネエ達にキスされている写真も添付される。第2回では、逃走に有利となるアイテムが登場し、こちらも本家でも使用されるアイテムが使われている。
また、一部の逃走者やハンターには過去に本家（逃走中）の参加経験や本家逃走中でのゲーム上のドラマキャストも含まれている。
- 過去の逃走者
  - 第1回（2012年7月15日）　エリア：ダイバーシティ東京　賞金：36万円（制限時間60分）
    - 綾部祐二（ピース）、武田修宏、JOY、青柳翔（劇団EXILE）、向井慧（パンサー）

  - 第2回（2012年9月30日）　エリア：学校（アカン私立イケメン学園）　賞金72万円（制限時間120分）
    - 綾部祐二（ピース）、武田修宏、ダイアモンド☆ユカイ、中尾明慶、佐野岳、V.I（BIGBANG）、徳山秀典、福徳秀介（ジャルジャル）

  - 第3回（2013年1月27日） サブタイトル：オネエハザード エリア：ショッピングモール （制限時間120分）
    - 綾部祐二（ピース）、田中聖（KAT-TUN）、JOY、前園真聖、狩野英孝、マイケル富岡

『バイオハザード』をベースにしており、「『O-ウイルス』（オネエウイルス）に感染した『オネエゾンビ』がイケメンを狙う中、ショッピングモールに逃げ込んだイケメン6人が日の出まで逃げ切る」という設定で挑む。また、今回は時間がたつとエリアが縮小する。
イケメンがオネエから大脱走
イケメンVSオネエシリーズ第2弾。「オネエプリズンに囚われたイケメンがオネエ看守の手をすり抜けて脱出を目指す」という設定の元、イケメン5人が脱出に挑戦する。制限時間2時間以内にエリア内に隠された鍵を探し出し、カルーセル麻紀を署長（中心）にKABA.ちゃん、坂本ちゃん、楽しんごを中心としたオネエ16人から逃げつつ脱出に挑戦する。基本ルールは「逃走チュー」と変わらないが、プレイヤーに通信用ヘッドセットや撃退アイテムなどが入ったバックパックが支給される。鍵はエリア内10か所に設置 されており、脱出口にかけられている3つの鍵を解除し脱出できれば勝利。なお、偽物の鍵を差した場合は警報が発令される。
- 過去の逃走者
  - 第1回（2012年11月18日）　エリア:刑務所（オネエ刑務所） 制限時間:120分
    - 田中聖（KAT-TUN）、武田修宏、ユージ、清水良太郎、山田親太朗

独身芸能人は花嫁準備ができているのか?
「結婚観を語る」という偽番組で呼びだした独身女性の容疑者に抜き打ちで課題を出し、その様子を見る。「抜き打ち料理チェック編」では料理研究家の浜内千波が担当刑事と共に別室からモニタリングを行うが、あまりのひどい出来（特にモデルのバネッサ）に対し苦言を呈している。
芸能人パパは我が子を笑わせられる鉄板ギャグを持っているのか?
幼い子を持つ男性芸能人が、自分の子供を確実に笑わせるギャグを持っているかどうかを検証する。
隣のアカン嫁全国一斉取締り調査
主にピースが担当。一般家庭にいる「アカン嫁」の実態を自宅隠し撮りで検証する（事前に夫から許可をもらっての撮影後、妻にはネタバラシと共に放送許可をもらっている）。「タイホ」の判定をされると感謝状とアカンポ君人形の代わりに9種用意された商品（旅行や家電など）のうち1種をもらうことができるが、決定権を持つ松本はほとんどの場合、夫婦用の高級ペアパジャマしか選択しない。ただ、2011年6月5日放送分では初めてハワイペア旅行券が贈られた。この回より、旦那の実態を隠し撮りで検証する「隣のアカン旦那全国一斉取締り調査」も開始された。
現在は、芸能人の家庭がメインとなっており、「アカン嫁に対し、旦那がガツンと言う」逆襲をテーマとすることもある（ただし、逆に嫁側から言い返され、逆襲を諦める場合がほとんどである）。
なんかアカン一枚 全国一斉調査
見たら思わず笑ってしまう「アカン写真」を紹介する。
アカン子動画
見たら思わず笑ってしまう「アカン子動画」を紹介する。
いるんだったら即タイホ!今週のWANTED
AKB48が担当。番組の最後に話題を例示したタレコミを募集する。話題例示のたびに松本にコメントを無茶ぶりした結果、彼は追いつめられる。芸能界の事件を取り上げるようになってからは放送されていない。
芸能人の地元で噂を聞き込み!たたけばホコリが出るはず事件
ターゲットとなる芸能人の地元で、ポスターやビラ配布、宣伝車などを通じてその人物の噂を募集し、百貨店などに設置したステージ上で大勢の前で発表してもらう。
やったらアカンほこ×たて対決
『ほこ×たて』のパロディ。「ワイルドな小学生」として投稿されて以来番組に出演している双子・森兄弟を怖い有名人などと対面させ、両者が遭遇するとどうなるのか検証する。
ウソ泣き容疑者風花ちゃん
「ウソ泣きが凄すぎる子役」春名風花が、いろんなテーマを元にウソ泣きする不定期コーナー。
ウソ泣き刑事風花ちゃん
容疑者から新人刑事に転身した春名風花が、エンディングで「最もアカンかった人物」の楽屋に待ち伏せし、ウソ泣きしながら駄目出しする。さらに容疑者となった刑事だけでなく、パネラーも「最もアカンかった人物」の対象になることもある。
絶対間違えたらアカン! 推理クイズ!!
刑事(出演者)たちの推理力を上げるべく、さまざまなテーマで推理をしてもらい、それが正しかったかどうかを検証する企画。
アツアツ本気ダービー　一番アツイのは誰だ！？
偽のグルメ番組ロケ内で女性ADが暴走族に連れ去られそうになったときに、女性ADを救おうとするアツイ男は誰なのかを推理する。
お父さん芸能人 子供の前で100m走ダービー
子供を持つお父さん芸能人が子供の前で100m走で競う。
元ヤン芸能人 腕相撲ダービー 一番強いのは誰だ!?
元ヤンだった芸能人が腕相撲で競う。
ぽっちゃり芸能人 一番大食いなのは誰だ!?ダービー
ぽっちゃり芸能人が回転寿司で誰が一番多く食べられるかを競う。
後ろ姿だけで見抜け! ～40歳以上のニセAKB48を探せ～
後ろ姿だけでAKB48に紛れている40歳以上の女芸能人を当てる。ダンスの動きや質問に対する回答を参考にすることもできる。
お父さん芸能人 子供の前で鉄棒ぶら下がりダービー
子供を持つお父さん芸能人が子供の前で鉄棒のぶら下がりで競う。
ギャップカラオケダービー 一番うまいのは誰だ!?ダービー
一流歌手が持ち歌と違うジャンルの曲をカラオケで初めて歌い、点数を競う。
フジテレビアナウンサー 難読原稿をスラスラ読めるのは誰だ!?ダービー
フジテレビアナウンサーが難読原稿を噛まずにスラスラ読めるかを競う。
小学生最強ドッジボールチームと元日本代表女子バレーボールチームがドッジボール対決したらどっちが勝つ?
小学生最強ドッジボールチームと元日本代表女子バレーボールチームがドッジボール対決で競う。但し、バレーボールチームはボールをアタックして投げなければならない。
この他、特番時代を含む過去の事件についての継続調査報告や、スタジオ内にいる出演者に関する話題が事件として出されることもある（パネラーが容疑者の場合、当初は「アカン」「アカンくない」の判定ができるようになっていたが、他の出演者により強制的に「アカン」にさせられており、2012年5月放送分からは画面に「容疑者」と表示され、判定の権利がなくなった）。また、板尾が取り上げる事件は番組終了間際になってから取り上げられるが、基本的に補足事項があまりない小ネタばかりである。

## FNS27時間テレビ
同局で毎年1回放送されている夏の長時間特別番組『FNS27時間テレビ』内で1コーナーとして当番組が放送されていた（下記参照）。
FNS27時間テレビ めちゃ2デジッてるッ! 笑顔になれなきゃテレビじゃないじゃ〜ん!!
- 2011年7月24日生放送。総合司会はナインティナイン、中居正広（SMAP）。

FNS27時間テレビ 笑っていいとも! 真夏の超団結特大号 徹夜で頑張っちゃってもいいかな?
- 2012年7月22日生放送。総合司会はタモリ。

FNS27時間テレビ 女子力全開2013 乙女の笑顔が明日をつくる!!
- 2013年8月4日生放送。総合司会はオアシズ、森三中、椿鬼奴、友近、ハリセンボン、柳原可奈子、渡辺直美。

## ネット局と放送時間
| 放送対象地域  | 放送局                     | 系列                                         | 放送日時                     | 備考       |
| ------------- | -------------------------- | -------------------------------------------- | ---------------------------- | ---------- |
| 関東広域圏    | フジテレビ（CX）           | フジテレビ系列                               | 日曜 19:58 - 20:54           | 制作局     |
| 北海道        | 北海道文化放送（uhb）      | フジテレビ系列                               | 日曜 19:58 - 20:54           | 同時ネット |
| 岩手県        | 岩手めんこいテレビ（mit）  | フジテレビ系列                               | 日曜 19:58 - 20:54           | 同時ネット |
| 宮城県        | 仙台放送（OX）             | フジテレビ系列                               | 日曜 19:58 - 20:54           | 同時ネット |
| 秋田県        | 秋田テレビ（AKT）          | フジテレビ系列                               | 日曜 19:58 - 20:54           | 同時ネット |
| 山形県        | さくらんぼテレビ（SAY）    | フジテレビ系列                               | 日曜 19:58 - 20:54           | 同時ネット |
| 福島県        | 福島テレビ（FTV）          | フジテレビ系列                               | 日曜 19:58 - 20:54           | 同時ネット |
| 新潟県        | 新潟総合テレビ（NST）      | フジテレビ系列                               | 日曜 19:58 - 20:54           | 同時ネット |
| 長野県        | 長野放送（NBS）            | フジテレビ系列                               | 日曜 19:58 - 20:54           | 同時ネット |
| 静岡県        | テレビ静岡（SUT）          | フジテレビ系列                               | 日曜 19:58 - 20:54           | 同時ネット |
| 富山県        | 富山テレビ（BBT）          | フジテレビ系列                               | 日曜 19:58 - 20:54           | 同時ネット |
| 石川県        | 石川テレビ（ITC）          | フジテレビ系列                               | 日曜 19:58 - 20:54           | 同時ネット |
| 福井県        | 福井テレビ（FTB）          | フジテレビ系列                               | 日曜 19:58 - 20:54           | 同時ネット |
| 中京広域圏    | 東海テレビ（THK）          | フジテレビ系列                               | 日曜 19:58 - 20:54           | 同時ネット |
| 近畿広域圏    | 関西テレビ（KTV）          | フジテレビ系列                               | 日曜 19:58 - 20:54           | 同時ネット |
| 鳥取県 島根県 | 山陰中央テレビ（TSK）      | フジテレビ系列                               | 日曜 19:58 - 20:54           | 同時ネット |
| 岡山県 香川県 | 岡山放送（OHK）            | フジテレビ系列                               | 日曜 19:58 - 20:54           | 同時ネット |
| 広島県        | テレビ新広島（TSS）        | フジテレビ系列                               | 日曜 19:58 - 20:54           | 同時ネット |
| 愛媛県        | テレビ愛媛 （EBC）         | フジテレビ系列                               | 日曜 19:58 - 20:54           | 同時ネット |
| 高知県        | 高知さんさんテレビ （KSS） | フジテレビ系列                               | 日曜 19:58 - 20:54           | 同時ネット |
| 福岡県        | テレビ西日本（TNC）        | フジテレビ系列                               | 日曜 19:58 - 20:54           | 同時ネット |
| 佐賀県        | サガテレビ（STS）          | フジテレビ系列                               | 日曜 19:58 - 20:54           | 同時ネット |
| 長崎県        | テレビ長崎（KTN）          | フジテレビ系列                               | 日曜 19:58 - 20:54           | 同時ネット |
| 熊本県        | テレビ熊本（TKU）          | フジテレビ系列                               | 日曜 19:58 - 20:54           | 同時ネット |
| 鹿児島県      | 鹿児島テレビ（KTS）        | フジテレビ系列                               | 日曜 19:58 - 20:54           | 同時ネット |
| 沖縄県        | 沖縄テレビ（OTV）          | フジテレビ系列                               | 日曜 19:58 - 20:54           | 同時ネット |
| 大分県        | テレビ大分（TOS）          | フジテレビ系列 日本テレビ系列                | 水曜 14:58 - 15:52           | 3日遅れ    |
| 宮崎県        | テレビ宮崎（UMK）          | フジテレビ系列 日本テレビ系列 テレビ朝日系列 | 水曜 0:29 - 1:26（火曜深夜） | 9日遅れ    |
| 青森県        | 青森放送（RAB）            | 日本テレビ系列                               | 金曜 0:43 - 1:38（木曜深夜） | 11日遅れ   |
| 山口県        | テレビ山口（tys）          | TBS系列                                      | 土曜 1:30 - 2:30（金曜深夜） | 5日遅れ    |

- 不定期で再放送を実施している系列局もある。

## スタッフ

### レギュラー版
- ナレーション：大塚芳忠、斉藤舞子（フジテレビアナウンサー）
- 構成：海老克哉 / 酒井健作、オークラ、安部裕之、永井ふわふわ、前原卓磨 / 高須光聖、倉本美津留
- TP：高瀬義美
- SW：河西純
- CAM：小川利行
- VE：田畑司
- AUD：森田篤
- LD：小林敦洋
- 技術協力：ニューテレス、BABY SOUND LUCK、マルチバックス、IMAGICA、Fmt、東京オフラインセンター
- 美術制作・デザイン：棈木陽次[注 22]
- 美術進行：矢野雄一郎
- 大道具：内堀圭一
- 電飾：蓮田容市
- 特殊装置：石田俊一
- アクリル装飾：國母淳一
- アートフレーム：三浦丈裕
- 装飾：百瀬貴弥
- 衣装：珍田愉華
- メイク：綿谷菜那、Office MAKISE
- 生花装飾：安藤岳
- 持道具：西岡希実
- CGプロデュース：久保田幸
- CGディレクター：鈴木鉄平
- CGデザイン：木本禎子
- CG制作：RiceField.Inc
- 編集：檜山勉、井上三郎
- MA：足達健太郎
- 音響効果：高田智彰
- タイムキーパー：星美香
- デスク：宮下智澄
- リサーチ：BLUE MOUNTAIN
- 制作協力：吉本興業
- 広報：瀧澤航一郎
- AP：高橋洋子、山本千穂、杉原亮一
- 制作プロデューサー：城間康男、北澤裕史、青木広美
- ディレクター：加藤智章、住田崇、池田哲也、渡辺恭三、久野和洋、蝦名奈月、麻生裕久、中嶋亮介、犬飼義啓、福司龍太
- 演出：蜜谷浩弥
- プロデューサー：赤池洋文（2012年8月12日 - ）
- チーフプロデューサー：石川綾一（2012年8月12日 - 、以前は、プロデューサー）
- スタッフ協力：ザ・ワークス、グスク、ザ・スピングラス、ビー・ブレーン、ケイマックス、クリエイターズオフィス
- 制作：フジテレビバラエティ制作部
- 制作著作：フジテレビ

### 歴代のスタッフ
- ナレーション：三村ロンド、森山周一郎、山本麻祐子（フジテレビアナウンサー）
- 企画：小松純也
- 構成：前原卓磨、石津聡、海野至
- CAM：小熊豊
- 電飾：中尾学
- 装飾：羽染香樹
- メイク：興山洋子、田中玲名
- デスク：箭内園子、小林初美
- リサーチ：ビスポ、スコープ
- 編成：塩原充顕、濱野貴敏、川本洋平
- 広報：島谷真理
- AP：大越智江、工藤江美子、青木広美
- ディレクター：板垣忠彦、原武範、吉野真一郎、藤本大介
- チーフディレクター：飯山直樹
- プロデューサー：朝妻一、大内登、金佐智絵、萩森豪
- チーフプロデューサー：佐々木将
- スタッフ協力：ケイマックス

### 特別番組（第3弾）
- ナレーション：三村ロンド
- 企画：小松純也
- 構成：海老克哉、酒井健作、石津聡、安部裕之、永井ふわふわ、倉本美津留
- リサーチ：ビスポ、フォーミュレーション、Blue Mountain
- TP：高瀬義美
- SW：河西純
- VE：水野博道
- AUD：森田篤
- LD：小林敦洋
- 美術制作：井上幸夫
- デザイン：　木陽次
- 美術進行：矢野雄一郎
- 大道具：内堀圭一
- 電飾：中尾学
- 特殊装置：時任伊織
- アクリル装飾：國母淳一
- アートフレーム：三浦文裕
- 装飾：羽染香樹
- 特殊美術：高橋明
- 生花装飾：安藤岳
- CG：鈴木鉄平
- CGデザイン：木本禎子
- 編集：檜山勉
- MA：足達健太郎
- 音響効果：高田智彰
- 編成：渋谷謙太郎
- 広報：島谷真理
- AP：青木広美、菊岡郁枝
- 演出：蜜谷浩弥
- プロデューサー：石川綾一、金佐智絵、成瀬広靖
- チーフプロデューサー：佐々木将
- 技術協力：ニユーテレス、FLT、マルチバックス、IMAGICA
- スタッフ協力：ザ・ワークス、グスク、IVSテレビ制作
- 制作協力：吉本興業
- 制作：フジテレビバラエティ制作センター
- 制作著作：フジテレビ

### 歴代のスタッフ
- 構成：若松こず枝
- 演出：石武士、森伸太郎、鷹見睦
- AP：今泉昌子
- SW：小川利行
- VE：谷古宇利勝
- 特殊装置：日下信二
- 編集：吉村崇
- MA：山岸慎一郎
- スタッフ協力：ユーフィールド